# 貝肯多夫米倫巴赫河

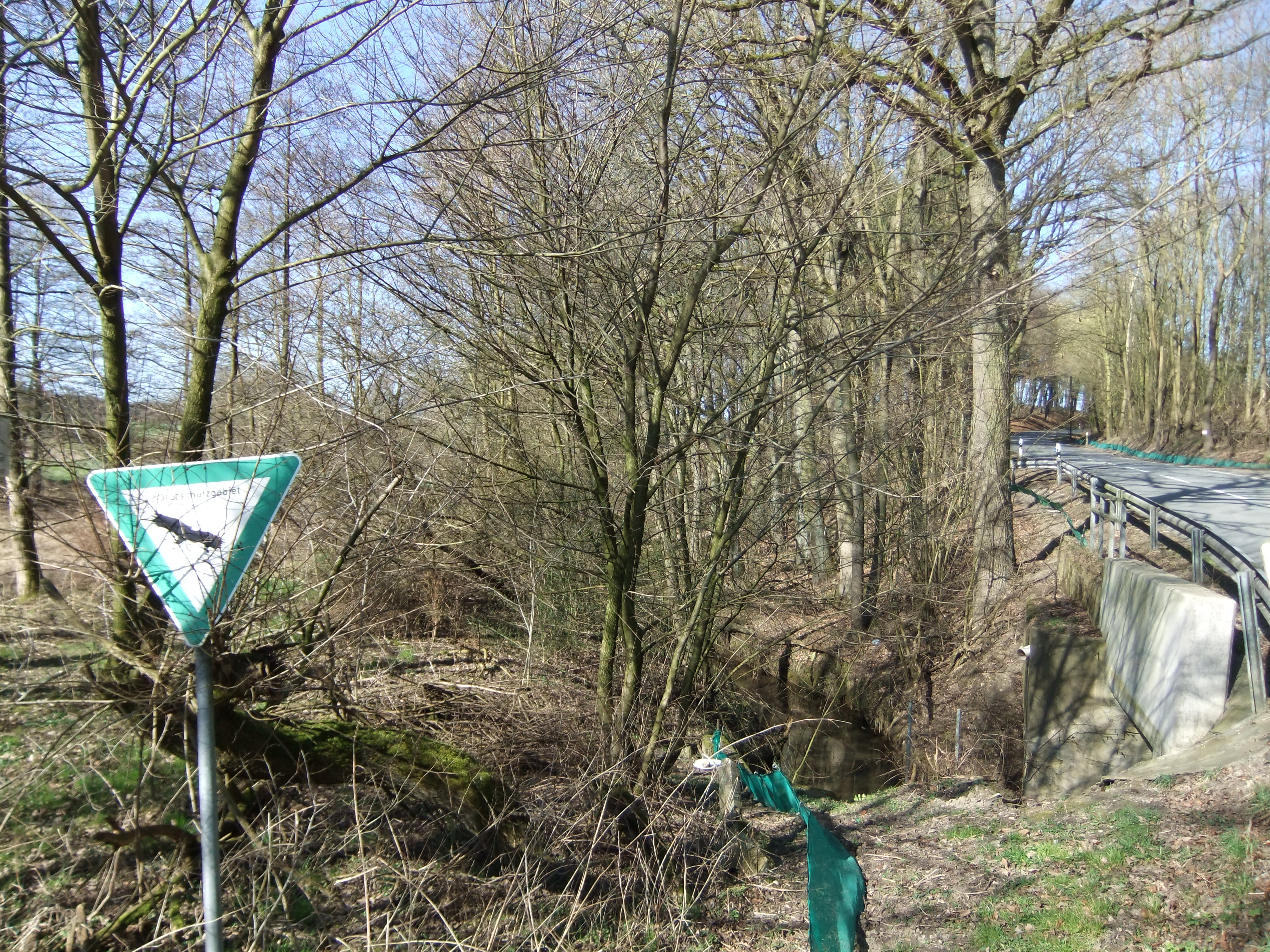

52°4′1″N 8°30′21″E / 52.06694°N 8.50583°E
貝肯多夫米倫巴赫河（德語：Beckendorfer Mühlenbach），是德國的河流，位於該國西部，處於北萊茵-威斯特法倫州，屬於施瓦茨巴赫河的右支流，河道全長6.3公里，流域面積13.7平方公里。